# سیارک ۳۷۰۵
سیارک ۳۷۰۵ (به انگلیسی: 3705 Hotellasilla، نامگذاری:1984ET1) سه هزار و هفتصد و پنجمین سیارک کشف شده‌است که در ۴ مارس ۱۹۸۴ کشف شد.
قدر مطلق سیارک برابر ۱۲٫۵۰ است.